# Sigismund av Österrike
Sigismund av Österrike, född 1427, död 1496, var regerande hertig av Främre Österrike och greve av Tyrolen från 1439 till 1490. 